# Relais 4 × 100 mètres masculin aux championnats du monde d'athlétisme 2015
Pour un article plus général, voir Championnats du monde d'athlétisme 2015.
Navigation
Moscou 2013 Londres 2017
L'épreuve du relais 4 × 100 mètres masculin des championnats du monde de 2015 s'est déroulée le 29 août 2015 dans le Stade national, le stade olympique de Pékin, en Chine. Elle est remportée par l'équipe de Jamaïque (Nesta Carter, Asafa Powell, Nickel Ashmeade et Usain Bolt).
Les demi-finales et la finale se déroulent le même jour, respectivement à 12 h 20 et à 21 h 10, heure locale.

## Records et performances

### Records
Les différents records de cette épreuve (ceux du monde, des championnats et ceux de chaque continent) étaient les suivants juste avant les championnats 2015 :
| Record du monde           | Jamaïque Nesta Carter Michael Frater Yohan Blake Usain Bolt                                                                          | 36 s 84 | Londres          | 11 août 2012              |
| Record des championnats   | Jamaïque Steve Mullings Michael Frater Usain Bolt Yohan Blake                                                                        | 37 s 04 | Daegu            | 11 septembre 2011         |
| Record d'Afrique          | Nigeria Osmond Ezinwa Olapade Adeniken Francis Obikwelu Davidson Ezinwa                                                              | 37 s 94 | Athènes          | 9 août 1997               |
| Record d'Asie             | Chine Chen Shiwei Xie Zhenye Su Bingtian Zhang Peimeng                                                                               | 37 s 99 | Incheon          | 2 octobre 2014            |
| Record d'Amérique du Nord | Jamaïque Nesta Carter Michael Frater Yohan Blake Usain Bolt                                                                          | 36 s 84 | Londres          | 11 août 2012              |
| Record d'Amérique du Sud  | Brésil Vicente de Lima Édson Ribeiro André Domingos Claudinei da Silva                                                               | 37 s 90 | Sydney           | 30 septembre 2000         |
| Record d'Europe           | Royaume-Uni Jason Gardener Darren Campbell Marlon Devonish Dwain Chambers                                                            | 37 s 73 | Séville          | 29 août 1999              |
| Record d'Océanie          | Australie Paul Henderson Tim Jackson Steve Brimacombe Damien Marsh Australie Anthony Alozie Isaac Ntiamoah Andrew McCabe Joshua Ross | 38 s 17 | Göteborg Londres | 12 août 1995 10 août 2012 |

## Critères de qualification
Contrairement aux précédents championnats où il fallait avoir réalisé moins de 39 s 20 entre le 1er janvier 2012 et le 29 juillet 2013, lors de compétitions officielles programmées avec au moins trois sélections nationales au départ, la compétition sera limitée à 16 équipes.
8 équipes sont automatiquement qualifiées pour avoir été parmi les finalistes des Relais mondiaux de l'IAAF 2014 :
- Brésil 38 s 63 en 2015 (José Carlos Moreira, Bruno de Barros, Gustavo dos Santos, Aldemir da Silva Júnior, Vítor Hugo dos Santos, Rodrigo do Nascimento)
- Canada 38 s 33 en 2015 (Aaron Brown, Justyn Warner, Gavin Smellie, Akeem Haynes, Brendon Rodney, Andre De Grasse)
- Royaume-Uni 38 s 21 en 2015 (James Dasaolu, James Ellington, Harry Aikines-Aryeetey, Richard Kilty, Adam Gemili, Chijindu Ujah)
- Allemagne 38 s 48 en 2015[2] (Alexander Kosenkow, Lucas Jakubczyk, Julian Reus, Aleixo-Platini Menga, Robert Hering, Sven Knipphals)
- Jamaïque 37 s 68 en 2015 (Nickel Ashmeade, Rasheed Dwyer, Usain Bolt, Asafa Powell, Nesta Carter, Tyquendo Tracey)
- Japon 38 s 20 en 2015 (Kenji Fujimitsu, Kei Takase, Kazuma Ōseto, Kotaro Taniguchi, Abdul Hakim Sani Brown, Takuya Nagata)
- Trinité-et-Tobago 38 s 32 en 2015 (Keston Bledman, Kyle Greaux, Rondel Sorrillo, Mikel Thomas, Emmanuel Callender, Dan-Neil Telesford)
- Ukraine 38 s 95 en 2015 (Serhiy Smelyk, Vitaliy Korzh, Volodymyr Suprun, Roman Kravtsov, Emil Ibrahimov)

8 autres équipes complètent les nations qualifiées, en retenant les meilleurs temps obtenus entre le 1er janvier 2014 et le 10 août 2015 dans des compétitions avec au moins deux équipes nationales. Au 10 août 2015, les meilleurs temps sont ceux des équipes suivantes :
1. États-Unis 37 s 38 en 2015
2. Chine 37 s 99 en 2014, 38 s 74 en 2015 (Zhang Peimeng, Su Bingtian, Wu Zhiqiang, Chen Shiwei, Mo Youxue, Liang Jinsheng)
3. Antigua-et-Barbuda 38 s 14 en 2015
4. France 38 s 33 en 2014, 38 s 34 en 2015 (Christophe Lemaitre, Jimmy Vicaut, Guy-Elphège Anouman, Emmanuel  Biron, Pierre Vincent, Pierre-Alexis Pessonneaux)
5. Afrique du Sud 38 s 35 en 2014, 39 s 44 en 2015 (Antonio Alkana, Henricho Bruintjies, Anaso Jobodwana, Berend Koekemoer, Akani Simbine, Wayde van Niekerk)
6. Cuba 38 s 44 en 2014, 38 s 85 en 2015 (Edel Amores, Yaniel Carrero, Reynier Mena, Reidis Ramos, Cesar Ruiz, Roberto Skyers)
7. Pays-Bas 38 s 52 en 2014, 38 s 73 en 2015 (S. Bockarie; C. Martina; L. Bonevacia; H. Paulina)
8. Bahamas 38 s 52 en 2014, 39 s 32 en 2015, dernier relais qualifié.

- Suisse 38 s 54 en 2014
- Barbade 38 s 55 en 2015
- Pologne 38 s 60 en 2015
- Portugal 38 s 65 en 2015
- République dominicaine 38 s 67 en 2015
- Saint-Christophe-et-Niévès 38 s 68 en 2015
- Italie 38 s 68 en 2015
- Turquie 38 s 79 en 2015
- Thaïlande 38 s 99 en 2015

## Meilleurs temps 2014
| 1  | Jamaïque              | 37 s 58 | Glasgow   | 2 août 2014       |
| 2  | Grande-Bretagne       | 37 s 93 | Nassau    | 25 mai 2014       |
| 3  | Amériques (UND)       | 37 s 97 | Marrakech | 13 septembre 2014 |
| 4  | Chine                 | 37 s 99 | Incheon   | 2 octobre 2014    |
| 5  | Trinité-et-Tobago     | 38 s 04 | Nassau    | 25 mai 2014       |
| 6  | Allemagne             | 38 s 09 | Zurich    | 17 août 2014      |
| 7  | Brésil                | 38 s 10 | Nassau    | 25 mai 2014       |
| 8  | Université de Floride | 38 s 29 | Austin    | 29 mars 2014      |
| 9  | France                | 38 s 33 | Nassau    | 25 mai 2014       |
| 10 | Japon                 | 38 s 34 | Nassau    | 25 mai 2014       |
| 11 | Afrique du Sud        | 38 s 35 | Glasgow   | 2 août 2014       |
| 12 | Canada                | 38 s 41 | Glasgow   | 1er août 2014     |
| 13 | Cuba                  | 38 s 44 | Nassau    | 25 mai 2014       |
| 14 | Pays-Bas              | 38 s 52 | Nassau    | 25 mai 2014       |
| 15 | Bahamas               | 38 s 52 | Glasgow   | 1er août 2014     |
| 16 | Ukraine               | 38 s 52 | Nassau    | 25 mai 2014       |
| 17 | Suisse                | 38 s 54 | Zurich    | 16 août 2014      |
| 18 | Pologne               | 38 s 60 | Nassau    | 25 mai 2014       |
| 19 | Italie                | 38 s 71 | Zurich    | 16 août 2014      |

## Meilleurs temps 2015
| 1  | États-Unis                 | 37 s 38 | Nassau              | 2 mai 2015                   |
| 2  | Jamaïque                   | 37 s 68 | Nassau              | 2 mai 2015                   |
| 3  | Antigua-et-Barbuda         | 38 s 14 | Toronto             | 24 juillet 2015              |
| 4  | Japon                      | 38 s 20 | Nassau              | 2 mai 2015                   |
| 5  | Royaume-Uni                | 38 s 21 | Tcheboksary         | 20 juin 2015                 |
| 6  | Trinité-et-Tobago          | 38 s 32 | Nassau              | 2 mai 2015                   |
| 7  | Game Changers              | 38 s 33 | Ottawa              | 15 juillet 2015              |
| 8  | France                     | 38 s 34 | Tcheboksary Londres | 20 juin 2015 25 juillet 2015 |
| 9  | Allemagne                  | 38 s 48 | Mannheim            | 8 août 2015                  |
| 10 | Barbade                    | 38 s 55 | Toronto             | 9 août 2015                  |
| 11 | Brésil                     | 38 s 63 | Nassau              | 2 mai 2015                   |
| 12 | Portugal                   | 38 s 65 | Rieti               | 1er août 2015                |
| 13 | République dominicaine     | 38 s 67 | Toronto             | 24 juillet 2015              |
| 14 | Saint-Christophe-et-Niévès | 38 s 68 | Nassau              | 2 mai 2015                   |
| 15 | Italie                     | 38 s 68 | Rieti               | 1er août 2015                |
| 16 | Pays-Bas                   | 38 s 73 | Mannheim            | 8 août 2015                  |
| 17 | Chine                      | 38 s 74 | Pékin               | 2 août 2015                  |
| 18 | Turquie                    | 38 s 79 | Erzurum             | 25 juillet 2015              |

## Résultats

### Finale
| Rang               | Couloir | Nation             | Athlètes                                                               | Temps   | Notes  |
| ------------------ | ------- | ------------------ | ---------------------------------------------------------------------- | ------- | ------ |
| Médaille d'or      | 4       | Jamaïque           | Nesta Carter, Asafa Powell, Nickel Ashmeade, Usain Bolt                | 37.s 36 | WL     |
| Médaille d'argent  | 9       | Chine              | Mo Youxue, Xie Zhenye, Su Bingtian, Zhang Peimeng                      | 38 s 01 |        |
| Médaille de bronze | 3       | Canada             | Aaron Brown, Andre De Grasse, Brendon Rodney, Justyn Warner            | 38 s 13 |        |
| 4                  | 8       | Allemagne          | Julian Reus, Sven Knipphals, Alexander Kosenkow, Aleixo-Platini Menga  | 38 s 15 | SB     |
| 5                  | 5       | France             | Emmanuel Biron, Christophe Lemaitre, Guy-Elphège Anouman, Jimmy Vicaut | 38 s 23 |        |
| 6                  | 2       | Antigua-et-Barbuda | Chavaughn Walsh, Daniel Bailey, Jared Jarvis, Miguel Francis           | 38 s 61 |        |
|                    | 7       | Royaume-Uni        | Richard Kilty, Daniel Talbot, James Ellington, Chijindu Ujah           | DNF     |        |
|                    | 6       | États-Unis         | Trayvon Bromell, Justin Gatlin, Tyson Gay, Mike Rodgers                | DQ      | R170.7 |

### Séries
Qualification : les 3 premiers relais de chaque série (Q) plus les 2 meilleurs temps (q) se qualifient pour la finale. Les équipes de Cuba et de Trinité-et-Tobago, initialement inscrites, ne se présentent pas au départ, ce qui limite les séries à 14 équipes (deux de 7).
| Rang | Série | Couloir | Nation             | Athlètes                                                                          | Temps   | Notes |
| ---- | ----- | ------- | ------------------ | --------------------------------------------------------------------------------- | ------- | ----- |
| 1    | 2     | 4       | Jamaïque           | Nesta Carter, Asafa Powell, Rasheed Dwyer, Nickel Ashmeade                        | 37 s 41 | Q, SB |
| 2    | 2     | 6       | France             | Emmanuel Biron, Christophe Lemaitre, Guy-Elphège Anouman, Jimmy Vicaut            | 37 s 88 | Q, SB |
| 3    | 1     | 8       | États-Unis         | Trayvon Bromell, Justin Gatlin, Tyson Gay, Mike Rodgers                           | 37 s 91 | Q     |
| 4    | 2     | 8       | Chine              | Mo Youxue, Xie Zhenye, Su Bingtian, Zhang Peimeng                                 | 37 s 92 | Q, AR |
| 5    | 2     | 7       | Antigua-et-Barbuda | Chavaughn Walsh, Daniel Bailey, Jared Jarvis, Miguel Francis                      | 38 s 01 | q, NR |
| 6    | 2     | 9       | Canada             | Justyn Warner, Andre De Grasse, Brendon Rodney, Aaron Brown                       | 38 s 03 | q, SB |
| 7    | 1     | 9       | Royaume-Uni        | Richard Kilty, Harry Aikines-Aryeetey, James Ellington, Daniel Talbot             | 38 s 20 | Q, SB |
| 8    | 2     | 5       | Pays-Bas           | Solomon Bockarie, Patrick van Luijk, Liemarvin Bonevacia, Hensley Paulina         | 38 s 41 | SB    |
| 9    | 1     | 5       | Allemagne          | Julian Reus, Sven Knipphals, Alexander Kosenkow, Aleixo-Platini Menga             | 38 s 57 | Q     |
| 10   | 1     | 7       | Japon              | Kazuma Ōseto, Kenji Fujimitsu, Takuya Nagata, Kōtarō Taniguchi                    | 38 s 60 |       |
| 11   | 1     | 3       | Ukraine            | Roman Kravtsov, Serhiy Smelyk, Volodymyr Suprun, Vitaliy Korzh                    | 38 s 79 | SB    |
| 12   | 1     | 6       | Bahamas            | Warren Fraser, Shavez Hart, Elroy McBride, Teray Smith                            | 38 s 96 | SB    |
|      | 1     | 4       | Brésil             | Gustavo dos Santos, Aldemir da Silva Junior, Bruno de Barros, José Carlos Moreira | DNF     |       |
|      | 2     | 3       | Afrique du Sud     | Henricho Bruintjies, Anaso Jobodwana, Antonio Alkana, Akani Simbine               | DNF     |       |

## Légende
Records et Performances
- AR : Record continental (area record)
- CR : Record des championnats (championship record)
- MR : Record du meeting (meet record)
- NR : Record national (national record)
- OR : Record olympique (olympic record)
- PR : Record paralympique (paralympic record)
- PB : Record personnel (personal best)
- SB : Meilleure performance personnelle de la saison (season's best)
- WL : Meilleure performance mondiale de l'année (world leader)
- WJR : Record du monde junior (world junior record)
- WR : Record du monde (world record)

Circonstances et Conditions
- DNF : N'a pas terminé (did not finish)
- DNS : N'a pas pris le départ (did not start)
- DQ : Disqualification (disqualification)
- NM : Aucun essai valable enregistré (No Mark)
- Q : Qualifié « directement » au prochain tour (ou à la prochaine compétition), lors d'une compétition majeure, grâce au classement ou à la réalisation des minima (automatic qualifier)
- q : Qualifié au prochain tour (ou à la prochaine compétition), lors d'une compétition majeure, grâce au repêchage ou à la réalisation de l'une des meilleures performances parmi celles des « non qualifiés directement » (grâce au meilleur temps ou à la meilleure distance par exemple) (secondary qualifier)